# Copa de Naciones de la WAFU 2019
La Copa de Naciones de la WAFU 2019, fue la 6.ª edición de este torneo de fútbol a nivel de selecciones nacionales organizado por la WAFU y que contó con la participación de 16 selecciones nacionales de África Occidental en su fase preliminar, y con 8 en su fase final. Senegal venció a Ghana en la final disputada en Thiès para conseguir el título por primera ocasión.

## Participantes
| - Cabo Verde - Gambia - Guinea - Guinea-Bisáu - Malí - Mauritania - Senegal - Sierra Leona | - Benín - Burkina Faso - Ghana - Costa de Marfil - Liberia - Níger - Nigeria - Togo |

## Sorteo
El sorteo tuvo lugar el 29 de mayo de 2019 en el Radisson Blu Sea Plaza Hotel en Dakar.

## Fase preliminar
Los equipos ganadores se clasifican para la fase final, los equipos perdedores se clasificaran para la ronda de colocación.
| 28 de septiembre de 2019 | Senegal                           | 3:1 (2:1) | Guinea-Bisáu        | Stade Lat-Dior, Thiès      |                            |
| 17:00                    | - Guèye 10' - Assane 30' - Ba 86' | Reporte   | - Claudio Gomes 40' | Árbitro(s): Salisu Basheer | Árbitro(s): Salisu Basheer |

| 28 de septiembre de 2019 | Burkina Faso          | 1:1 (0:0) (4:3 p.) | Mauritania  | Stade Lat-Dior, Thiès      |                            |
| 20:00                    | - Pognongo 85' (pen.) | Reporte            | - Denne 73' | Árbitro(s): Bangaly Konate | Árbitro(s): Bangaly Konate |

| 29 de septiembre de 2019 | Nigeria      | 1:2 (1:2) | Togo                            | Stade Lat-Dior, Thiès    |                          |
|                          | - Sikiru 32' | Reporte   | - Adjahli 16' - Ndah 43' (a.g.) | Árbitro(s): Dahane Beida | Árbitro(s): Dahane Beida |

| 29 de septiembre de 2019 | Sierra Leona  | 1:0 (1:0) | Liberia | Stade Lat-Dior, Thiès          |                                |
|                          | - Kalokoh 40' | Reporte   |         | Árbitro(s): Adaari Abdul Latif | Árbitro(s): Adaari Abdul Latif |

| 30 de septiembre de 2019 | Malí                                      | 3:1 (1:0) | Níger                     | Stade Lat-Dior, Thiès                |                                      |
|                          | - Issaka Samaké 3' - Moussa Koné 63', 67' | Reporte   | - Abdoul Aziz Ibrahim 84' | Árbitro(s): Bonifacio Julio da Silva | Árbitro(s): Bonifacio Julio da Silva |

| 30 de septiembre de 2019 | Costa de Marfil                             | 4:1 (2:0) | Cabo Verde  | Stade Lat-Dior, Thiès   |                         |
|                          | - Magbi 7' (pen.), 53' - Doumbia 22', 90+3' | Reporte   | - Rolha 60' | Árbitro(s): Omar Sallah | Árbitro(s): Omar Sallah |

| 1 de octubre de 2019 | Ghana    | 1:0 (0:0) | Gambia | Stade Lat-Dior, Thiès          |                                |
|                      | Esso 66' | Reporte   |        | Árbitro(s): Mohamed Ali Moussa | Árbitro(s): Mohamed Ali Moussa |

| 1 de octubre de 2019 | Guinea      | 1:2 (0:1) | Benín                          | Stade Lat-Dior, Thiès                |                                      |
|                      | - Sylla 88' | Reporte   | - Houngbedji 27' - Bonou 90+5' | Árbitro(s): Allou Franc Eric Miessan | Árbitro(s): Allou Franc Eric Miessan |

## Rondas de colocación

### Cuartos de final
| 3 de octubre de 2019 | Guinea Bissau | 0:2 (0:0) | Guinea                          | Stade Lat-Dior, Thiès     |                           |
|                      |               | Reporte   | - Camara 86' - Kantabadouno 88' | Árbitro(s): Hassan Corneh | Árbitro(s): Hassan Corneh |

| 4 de octubre de 2019 | Mauritania | 0:0 (2:4 p.) | Gambia | Stade Lat-Dior, Thiès      |                            |
|                      |            | Reporte      |        | Árbitro(s): Salisu Basheer | Árbitro(s): Salisu Basheer |

| 5 de octubre de 2019 | Nigeria      | 1:1 (0:0) (2:3 p.) | Cabo Verde    | Stade Lat-Dior, Thiès              |                                    |
|                      | - Sikiru 65' | Reporte            | - Cardoso 87' | Árbitro(s): Sra. Vincentia Amedome | Árbitro(s): Sra. Vincentia Amedome |

| 6 de octubre de 2019 | Liberia     | 1:0 (1:0) | Níger | Stade Lat-Dior, Thiès    |                          |
|                      | - Potis 25' | Reporte   |       | Árbitro(s): Daouda Gueye | Árbitro(s): Daouda Gueye |

### Semifinales
| 8 de octubre de 2019 | Gambia | 0:1 (0:1) | Cabo Verde | Stade Lat-Dior, Thiès           |                                 |
|                      |        | Reporte   | Horta 32'  | Árbitro(s): Louis Houngnandande | Árbitro(s): Louis Houngnandande |

| 9 de octubre de 2019 | Guinea     | 1:0 (1:0) | Liberia | Stade Lat-Dior, Thiès          |                                |
|                      | Camara 39' | Reporte   |         | Árbitro(s): Mohamed Ali Moussa | Árbitro(s): Mohamed Ali Moussa |

### Final
| 12 de octubre de 2019 | Guinea | 0:0 (0:0, 0:0) (t. s.)(4:3 p.) | Cabo Verde | Stade Lat-Dior, Thiès              |                                    |
|                       |        | Reporte                        |            | Árbitro(s): Sra. Vincentia Amedome | Árbitro(s): Sra. Vincentia Amedome |

## Fase final

### Cuartos de final
| 3 de octubre de 2019 | Senegal    | 1:0 (0:0) | Benín | Stade Lat-Dior, Thiès       |                             |
|                      | - Keny 64' | Reporte   |       | Árbitro(s): Boureima Sanogo | Árbitro(s): Boureima Sanogo |

| 4 de octubre de 2019 | Burkina Faso      | 1:1 (1:1) (4:5 p.) | Ghana        | Stade Lat-Dior, Thiès    |                          |
|                      | - Tiendrébéogo 3' | Reporte            | - Shafiu 38' | Árbitro(s): Dahane Beida | Árbitro(s): Dahane Beida |

| 5 de octubre de 2019 | Togo | 0:0 (0:0) (2:4 p.) | Costa de Marfil | Stade Lat-Dior, Thiès                |                                      |
|                      |      | Reporte            |                 | Árbitro(s): Bonifacio Julio da Silva | Árbitro(s): Bonifacio Julio da Silva |

| 6 de octubre de 2019 | Sierra Leona | 0:1 (0:1) | Malí     | Stade Lat-Dior, Thiès           |                                 |
|                      |              | Reporte   | Sylla 4' | Árbitro(s): Louis Houngnandande | Árbitro(s): Louis Houngnandande |

### Semifinales
| 8 de octubre de 2019 | Ghana                  | 3:1 (1:0) | Costa de Marfil | Stade Lat-Dior, Thiès     |                           |
|                      | - Shafiu 30', 46', 50' | Reporte   | - Doumbia 78'   | Árbitro(s): Boubou Traoré | Árbitro(s): Boubou Traoré |

| 9 de octubre de 2019 | Senegal                     | 2:0 (0:0) | Malí | Stade Lat-Dior, Thiès       |                             |
|                      | Dramé 51' · Kane 83' (pen.) | Reporte   |      | Árbitro(s): Boureima Sanogo | Árbitro(s): Boureima Sanogo |

### Final
| 13 de octubre de 2019 | Senegal                                                         | 1:1 (1:1, 0:0) (t. s.)(3:1 p.) | Ghana                                                                 | Stade Lat-Dior, Thiès   |                         |
| 15:00                 | - Badji 118'                                                    | Reporte                        | - Esso 111'                                                           | Árbitro(s): Omar Sallah | Árbitro(s): Omar Sallah |
|                       |                                                                 | Tiros desde el punto penal     |                                                                       |                         |                         |
|                       | - El Hadji Madicke Kane - Abdoulaye Ba Abdoulaye - Babacar Diop |                                | - Augustine Okrah - Fatawu Mohammed - Appiah MacCarthy - Justice Blay |                         |                         |

## Campeón
| Copa de Naciones de la WAFU 2019 |
| -------------------------------- |
| Bandera de Senegal               |
| Senegal 1º Título                |